# Onzonilla
Onzonilla è un comune spagnolo di 1 508 abitanti situato nella comunità autonoma di Castiglia e León.